# Samuel Åkerhielm den yngre
Samuel Åkerhielm den yngre (1684-1768) var en svensk politiker, søn af Samuel Åkerhielm den ældre.

## Karriere
Den yngre Åkerhielm blev 1706 ansat i Kansliet og fulgte siden Karl XII på hans krigstog. 1720 blev han krigsråd og steg hurtig i den følgende tids indre uro; 1728 udnævntes han til præsident i Åbo Hofrätt; 1731 til friherre. Åkerhielm, som personlig var meget uforsonlig, var en overordentlig dygtig embedsmand og en af sin tids mest fremragende statsmænd. Det skyldes væsentlig hans anstrengelser, at det ældre hueparti måtte vige, og at Arvid Horn faldt. Åkerhielm kom nu selv ind i statsrådet, men han viste sig der for klog til at ville gå i spidsen for sit sejrende hattepartis eventyrlig-chauvinistiske krigspolitik. Han slog tværtimod i sin politik ind på de samme linjer, som Horn havde fulgt, hvad der naturligvis blev udlagt som, at det var pur ærgerrighed, der havde gjort ham til Horns modstander, ligesom det gjorde ham yderst hadet blandt Hattene. Efterhånden blev Åkerhielm Huernes leder. Han gik i sin partilidenskab - et barn af sin tid - ikke af vejen for at bruge russisske penge til at holde sit parti sammen med, men ikke til egen berigelse, ligesom han gav den russisske ambassadør råd og oplysninger - alt for at styrte de fælles politiske modstandere. 1747 måtte Åkerhielm tage sin afsked uden pension efter forgæves at have sat sig imod Hattepartiets letsindige økonomiske politik: at gøre Riksbanken til forlægger for alle mulige industrier og foranstalte alt for stor seddelemission. Samtidig måtte han opgive den indbringende stilling som överstemarskalk.
Resten af sit liv tilbragte han på Margretelund og skal endnu en tid have vedligeholdt forbindelsen med de russisske udsendinge, som i største hemmelighed søgte råd hos ham. Hans politik steg dog ret snart i kurs, og der blev 1767 slået en skuemønt til hans ære, ligesom man tilbød ham plads på ny i rådet, hvad han dog på grund af sin høje alder afslog. 1851 slog Svenska Akademien en mindepenge over ham.